# Sacrifices (Stargate SG-1)
Sacrifices (Sacrificios) es el noveno episodio de la octava temporada de la serie de televisión de ciencia ficción Stargate SG-1. Corresponde al episodio N.º 163 de la serie.

## Trama
En el CSG, Daniel está informando a Jack sobre la situación de la Rebelión Jaffa, cuando un enojado Teal'c llega por el Portal junto con Bra'tac. Resulta que Rya'c se enamoró de una joven mujer Hak'tyl y se casara con ella dentro de 3 días. Además de creer que es demasiado joven, a Teal’c le molesta que su hijo no haya consultado con él antes de decidir algo así.
Poco después, Ishta llega por el Portal para informar que quizás la ubicación de Hak'tyl este comprometida. Ante esto, el general O'Neill acepta que la gente del Hak'tyl se quede momentáneamente en el Comando Stargate, mientras buscan un nuevo mundo adonde asentarse con ayuda de Carter.
Rya'c y Kar'yn, su prometida, arriban a la base junto al resto del Hak'tyl. Ellos anuncian a la coronel Carter y al Dr. Jackson que la reubicación no cambia sus planes; celebrarán la boda allí.
Teal'c cree que Ishta lo ha estado evitando, a lo que ella responde que él no la respeta debido a que Rya'c se casa con una guerrera que no es digna del respeto de su padre. Teal'c aclara que solo considera que Rya’c aun tiene demasiada vida por delante como para tomar una decisión así tan temprano. Sin embargo, Ishta argumenta que así como Teal'c no tuvo opción más que separarse de su familia para luchar, él no debería tener la autoridad para decirle a Rya'c que no haga lo mismo. Sus opiniones también difieren sobre como continuar la guerra contra los Goa'uld.
Poco después, Carter informa a O'Neill que ellos han explorado un planeta que Ishta considera quizás adecuado, pero tomara al menos una semana establecer un asentamiento habitable, lo que significa que la boda aún se realizaría en la base. Por lo tanto, Bra'tac comienza los preparativos, que incluyen una sesión de práctica de la ceremonia. Durante este ensayo las creencias de Rya'c y Kar'yn revelan ser bastante diferentes; ella se niega arrodillarse ante su "marido", y reclama que entonces Rya'c haga lo mismo, a lo que éste responde que no acepta que las tradiciones sean cambiadas. 
Tras este incidente que al parecer cancela la boda, el Portal se activa, llegando noticias para Ishta. Jaffa resistentes a Moloc le solicitan una reunión, que acuerdan realizar en el nuevo mundo Hak'tyl, puesto que es la ubicación más segura de los Goa'uld. Antes de partir, Ishta habla con Kar'yn sobre los hombres y el respeto mutuo, mientras Bra'tac hace lo mismo con Rya'c.
En la cumbre, los Jaffa informan que el número de soldados leales a la causa es demasiado grande como para seguir ocultos, y que por ello Moloc debe ser derrotado pronto. Sin embargo, justo cuando Teal’c intenta convencerlos de no actuar antes de tiempo, la tienda donde estaban es atacada por docenas de ráfagas plasma; La Guardia Imperial de Moloc fue alertada. Sólo Teal'c, Ishta y un Jaffa llamado Aron logran escapar a tiempo.
Al llegar al Portal, éste se encuentra bien custodiado. En se momento, el general O’Neill llama al planeta y Teal'c le informa de su situación. Mientras no estén seguros de la extensión de las fuerzas de Moloc, los tres guerreros se ocultan durante la noche para descansar.
Tras discutir en privado con Ishta sobre la posibilidad de que Aaron sea quien infiltró la información, Teal'c la anima a descansar y toma la primera guardia. A la mañana siguiente, Aaron despierta a Teal'c y le pregunta donde esta Ishta. Sin embargo, ya es tarde. Ella fue capturada y llevada ante Moloc. Aaron cree que Teal'c es débil debido a sus sentimientos hacia Ishta y quiere acabar con Moloc de inmediato. Para asegurarse que no lo traicione, Teal’c aturde a Aaron con un Zat y se lleva su lanzadera.
Mientras Ishta es torturada por Moloc, el CSG envía al planeta un UAV, para entregarle a Teal’c más tretonina y marcar objetivos para los misiles que planean lanzar. Sin embargo, la aeronave es alcanzada por un disparo y cae a tierra. Teal’c entonces se dirige a sacar la tretonina, pero antes de poder inyectársela, varios Jaffa lo rodean. Luego de un intento fallido por demostrar a ellos su libertad, Aaron aparece y distrae a los Jaffa, permitiendo a Teal'c liberarse. Teal'c le agradece, y ambos se dirigen al Portal, donde entrega Aaron un dispositivo de apuntamiento para los misiles.
En la tienda, Ishta está demasiado débil como para seguir de pie. En ese momento, Moloc es informado que 2000 Jaffa se han sublevado y se dirigen contra su templo en Gor'mek.
Cuando él se dispone a marcharse por el Portal, el SGC llama al planeta, enviando dos misiles a través de la puerta. En tanto, Teal’c usa dos armas báculos para abrirse camino hacia la tienda, donde el Principal de Moloc lo espera, con Ishta adelante suyo como escudo. Cerca del Portal, Aaron apunta un láser hacia Moloc, mientras éste ordena en vano a sus Jaffa derribar los misiles, que finalmente impactan en su objetivo. Las explosiones se escuchan en la tienda, donde Teal’c le dice al Principal que aquel sonido es su dios muerto. Ishta entonces le dice a Teal'c que dispare su Zat, y él lo hace sin dudar. Tras rematar al Jaffa de un golpe, Teal’c intenta darle tretonina a Ishta, pero ella le dice que logró recuperar la suya tras un descuido de Moloc.
De vuelta todos en la base, se realiza la ceremonia entre Rya'c y Kar’yn. Ambos dan sus votos y Bra’tac completa la unión. Más adelante, Teal'c dice a Rya'c que él no podía haber elegido una mejor compañera para su hijo que Kar'yn, y que Drey'auc habría estado igualmente orgullosa. Tras esto, ambos llegan a la sala del portal, donde Ishta agradece a O'Neill su ayuda y hospitalidad, mientras las últimas guerreras de Hak'tyl se van a un nuevo mundo. Tan pronto Rya’c y Kar’yn atraviesan la puerta, Ishta informa a Teal'c que tal como él predijo otro Goa'uld (Baal) ha reclamado los dominios de Moloc. Aun así, impacientes por volverse a ver para tratar planes de batalla y otras cosas, Teal'c e Ishta se abrazan y dan un beso, para luego despedirse de lejos antes de que ella se vaya por el Portal.

## Artistas invitados
- Tony Amendola como Bra'tac.
- Simone Bailly como Ka'lel
- Jolene Blalock como Ishta.
- Noah Danby como Cha'ra.
- Neil Denis como Rya'c.
- Royston Innes como Moloc.
- Gary Jones como Walter Harriman.
- Jeff Judge como Aron.
- Steve Lawlor como Cor'ak.
- Dan Payne como Jaffa.
- Dan Shea como el sargento Siler.
- Mercedes de la Zerda como Kar'yn.